# Herentals Crosst
Le Herentals Crosst est une course de cyclo-cross disputée à Herentals en Belgique. Il fait partie du X²O Badkamers Trofee depuis 2020.

## Palmarès

### Hommes élites
| Année       | Vainqueur              | Deuxième             | Troisième              |
| ----------- | ---------------------- | -------------------- | ---------------------- |
| 2020        | Wout van Aert          | Mathieu van der Poel | Michael Vanthourenhout |
| 2022        | Wout van Aert          | Tom Pidcock          | Toon Aerts             |
| 2023 (jan.) | Mathieu van der Poel   | Wout van Aert        | Eli Iserbyt            |
| 2023 (déc.) | Mathieu van der Poel   | Tom Pidcock          | Lars van der Haar      |
| 2024        | Michael Vanthourenhout | Pim Ronhaar          | Laurens Sweeck         |

### Femmes
| Année       | Vainqueur       | Deuxième       | Troisième       |
| ----------- | --------------- | -------------- | --------------- |
| 2020        | Ceylin Alvarado | Lucinda Brand  | Denise Betsema  |
| 2022        | Lucinda Brand   | Denise Betsema | Annemarie Worst |
| 2023 (jan.) | Puck Pieterse   | Lucinda Brand  | Annemarie Worst |
| 2023 (déc.) | Fem van Empel   | Lucinda Brand  | Annemarie Worst |
| 2024        | Fem van Empel   | Lucinda Brand  | Ceylin Alvarado |

### Hommes espoirs
| Année       | Vainqueur        | Deuxième         | Troisième           |
| ----------- | ---------------- | ---------------- | ------------------- |
| 2020        | annulé           | annulé           | annulé              |
| 2022        | Thibau Nys       | Pim Ronhaar      | Victor Van de Putte |
| 2023 (jan.) | Emiel Verstrynge | Joran Wyseure    | Victor Van de Putte |
| 2023 (déc.) | David Haverdings | Kay De Bruyckere | Arne Baers          |
| 2024        | Tibor Del Grosso | Kay De Bruyckere | David Haverdings    |

### Hommes juniors
| Année       | Vainqueur           | Deuxième      | Troisième       |
| ----------- | ------------------- | ------------- | --------------- |
| 2022        | David Haverdings    | Jack Spranger | Ian Ackert      |
| 2023 (jan.) | Viktor Vandenberghe | Wies Nuyens   | Mika Vijfvinkel |
| 2023 (déc.) | Ieben Jacobs        | Lennes Jacobs | Ryan Laenen     |
| 2024        | Valentin Hofer      | Lars Daelmans | Stan Van Looy   |

### Femmes juniors
| Année | Vainqueur         | Deuxième     | Troisième         |
| ----- | ----------------- | ------------ | ----------------- |
| 2022  | Leonie Bentveld   | Mirre Knaven | Julia Kopecky     |
| 2023  | Lauren Molengraaf | Ava Holmgren | Isabella Holmgren |